# Севастополь (Техас)
Севастополь (англ. Sebastopol) — некорпорована громада в окрузі Трініті, штат Техас, США. Відповідно до Довідника Техасу, у 2000 році громада мала населення 120 осіб. Він розташований у мікрополісі Гантсвіль, штат Техас.

## Історія
Коли Техас ще перебував на стадії пізнього передвоєнного періоду, Севастополь був важливим портом на річці Трініті. Бартоломеу — так називалося місто, коли воно було вперше засноване в 1840-х або на початку 1850-х років. У середині 1850-х років сюди прибули російські торговці, назвавши місто Севастополь на честь чорноморського порту Севастополя. Росіяни купували бавовну з довколишніх плантацій і відправляли її в свою країну на кораблях з берега після того, як спочатку транспортували її на баржі по Трініті. Після створення у 1860 році пошта проіснувала до 1872 року, з кількома незначними перервами. Повідомляється, що в роки перед громадянською війною в Севастополі проживало 500 жителів, і в місті, крім портів, складів і кількох магазинів, був скипидарний завод. Незважаючи на спалах жовтої гарячки, яка призвела до смерті багатьох місцевих жителів, Севастополь процвітав до кінця 1860-х років, коли конкуренція з боку нещодавно побудованих залізниць призвела до скорочення річкової торгівлі. Наприкінці 1860-х і на початку 1870-х років більшість населення виїхала, і на початку 1880-х років залишилися лише магазин і кілька житлових будинків. Рибальська каюта та кіль Memphis Belle, останнього корабля, який плив угору по річці, були єдиним, що залишилося від міста в 1936 році, коли неподалік було встановлено історичний знак. Севастополь, розкидане сільське містечко із зареєстрованим населенням 31 осіб, існував у 1990 році. У 2000 році населення зросло до 120 осіб.
У 2010 році закрився продуктовий магазин і магазин наживки, а нещодавно було додано два магазини Dollar General.

## Географія
Севастополь розташований на трасах Ферма-Маркет 355 і 356, 14 миль (23 км) на південний захід від Гроветона, 49 миль (79 км) на південний захід захід від Луфкіна і 30 миль (48 км) на північний схід від Гантсвілла в південно-західному окрузі Трініті. Це також поблизу озера Лівінгстон.

## Освіта
Сьогодні громаду обслуговує незалежний шкільний округ Гроувтон.

## Визначна особа
- Коді Джонсон, кантрі-співак.